# Slaveri på Komorerna
Slaveri existerade på Komorerna fram till att det förbjöds år 1904. Komorerna deltog tidigt i Slavhandeln på Indiska oceanen, och var under 1800-talet vid sidan av slavhandeln i Zanzibar en av de största aktörerna i slavhandeln mellan Afrika och Arabiska halvön. 

## Historik
Komorerna var en del av den afrikansk-arabiska Swahilikustens blandkultur, och tidigt indelad i små sultanat som deltog i den arabiska handeln mellan Swaihilikusten och Madagaskar. Slaveri noteras ha funnits i Komorernas olika sultanat så långt tillbaka deras historia kan spåras, och importerades förmodligen dit via den arabiska slavhandeln på Indiska oceanen. 
Från 1500-talet blev Komorerna en hamn för europeiska fartyg, portugiser och holländare, som köpte livsmedel där på sin väg mellan Madagaskar och Indien, och komorerna ökade sin matproduktion genom arbete från slavar de importerade bland annat från portugiser och Madagaskar.
Mellan 1785 och 1823 utsattes Komorerna för slavräder från slavhandlare av Sakalave-folket i nordvästra Madagaskar på initiativ av arabiska slavhandlare på Madagaskar, något som upphörde först när merinakungariket avslutade sakalaves självständighet 1823.

## Slavhandeln
På 1820-talet var Komorerna så svårt härjade av de madagaskiska slavhandlarna att många byar och städer låg öde, men sedan dessa hade upphört, påbörjade öarna på 1830-talet en mycket lukrativ egen slavhandel, som fortsatte seklet ut och kom att bli en av öarnas huvudhandel.
De arabiska slavskeppen, dhow, var hyrda eller en del av en kommersiell satsning med en swahilibesättning som helt eller delvis bestod av slavar, där lönen delades mellan ägare, kapten och besättning (slavar fick ge halva sin lön till sin ägare).
Öarna agerade mellanhand för handeln med slavar från Swaihilikusten till franska Réunion när slaveriet formellt förbjöds och ersattes med engagé-systemet (1848-1864), då slavarna skeppades via Komorerna och sedan till Réunion som kontraktsarbetare snarare än slavar.
Komorerna köpte vanligen slavar av portugiserna i Mocambique eller av de arabiska slavhandlarna längs Swaihilikusten, så som Ouitangonha och Angoche eller Kilwa, som exporterade stora mängder framför allt makua-slavar till Komorerna.
Sedan slaveriet på franska Réunion avskaffats 1848 blev de slavar som importerades dit officiellt kallade fria kontraktsarbetare i engagé-systemet (1848-1864). Dessa "arbetare" köptes som slavar på Swaihilikusten och skeppades till Komorerna, där de fick bo ett år, och därefter såldes vidare av komoriska slavhandlare som officiellt fria engagé-arbetare till Réunion.
En annan destination för slavarna var Madagaskar, dit Komorerna exporterade slavar så sent som 1868. Slutligen exporterade Komorerna liksom Zanzibar slavar till Oman på Arabiska halvön.
Trots att britterna hade framtvingat avtal med Zanzibar som satte slavhandeln på Indiska oceanen under gradvis allt hårdare restriktioner 1822, 1839, 1845 och 1873, pågick fortfarande en stor illegal slavhandel på Indiska Oceanen, av både Zanzibar och andra aktörer som Komorerna, till Madagaskar, franska Réunion, men framför allt Oman på arabiska halvön. 
Slavskepp från Zanzibar och Komorerna använde sig ofta av franska dokument från Mayotte för att lura de brittiska antislavpatrullerna på Indiska oceanen.

## Slavmarknaden på Komorerna
Slaveriet växte till enorma proportioner på Komorerna under 1800-talet, trots att öarna inte hade plantager som på Zanzibar: under 1860-talet var 40 procent av öns befolkning på cirka 65 000 personer slavar. 
Slavarna levde i särskilda kvarter i stenstäderna och i jordbruksbyar på landsbygden.  
Manliga slavar lärdes upp till hantverkare för att bygga och underhålla öarnas stenstäder och arbeta inom jordbruk och livsmedelsproduktion, och kvinnliga slavar användes enligt islamisk sed som hushållsarbetare eller konkubiner.

## Avskaffande
Komorerna blev ett franskt protektorat 1841 men var - utom Mayotte - inte en fransk koloni och lydde inte under fransk lag, vilket innebär att slaveriet (återigen förutom på Mayotte) inte avskaffades när Frankrike förbjöd slaveri 1848. 
Slaveriet på Komorerna förbjöds slutligen år 1904. 
Ännu sjuttio år senare fortsatte dock de före detta slavarna att leva, bo och arbeta på ungefär samma sätt som när de var slavar.